# Mieczysław Milbrandt
Mieczysław Milbrandt (ur. 2 lutego 1915 w Łodzi, zm. 9 sierpnia 1944 w Warszawie) – filozof, żołnierz powstania warszawskiego.

## Życiorys
Pochodził z rodziny robotniczej. Przyjechał do Warszawy bez środków do życia, co zmusiło go m.in. do oddawania krwi, by zarobić na niezbędne wydatki. Jego sytuacja zmieniła się, gdy profesor Władysław Tatarkiewicz udostępnił mu pokój i zapewnił rozwój naukowy. W latach 1934–1938 studiował na wydziale humanistycznym Uniwersytetu Warszawskiego. Następnie był asystentem przy katedrze filozofii Uniwersytetu Warszawskiego. Drukował artykuły filozoficzne w pismach: „Pion”, „Naród i Państwo”, „Prosto z mostu”, „Polska Zbrojna”, oraz recenzje w „Przeglądzie filozoficznym”.
Podczas okupacji sprawował funkcję asystenta tajnego uniwersytetu. Wykładał na kompletach Uniwersytetu Ziem Zachodnich, oraz na kompletach gimnazjalnych propedeutykę filozofii. Od 1 sierpnia 1944 w szeregach powstańczego wojska; 8 sierpnia w czasie szturmu na Sejm stracił nogę i zmarł nazajutrz. Pochowany (po ekshumacji) w zbiorowej mogile powstańców na Cmentarzu Powstańców Warszawy.
Był bliskim przyjacielem Bolesława Micińskiego i Jana Twardowskiego. Ten drugi wspominał Milbrandta jako najwybitniejszego ze swoich przyjaciół, i zadedykował mu wiersz pt. Wieczność.